# Petre Abrudan
Petre Abrudan (Sutoru, 8 juli 1907 - Cluj-Napoca, 18 mei 1979) was een Roemeens kunstschilder.

## Leven en werk
Petre Abrudan studeerde in 1932 af aan de Academie voor Schone Kunsten in Cluj. Hij startte in 1931 in Boekarest een officiële Salon.
Tussen 1933-1947 werkte hij in Baia Mare en werd in 1937 verkozen tot secretaris en in 1945 tot voorzitter van een lokaal kunstenaarssyndicaat.Hij was lid van de Vereniging van Roemeense kunstenaars in Noord-Transsylvanië (1942-1943) die twee collectieve tentoonstellingen organiseerde in Cluj.
In 1950 kreeg hij een aanstelling als docent aan het Ion Andreescu Instituut voor Schone Kunsten in Cluj. In 1962 werd hij verkozen tot president van de plaatselijke vestiging.
Abrudan nam deel aan jaarlijkse regionale tentoonstellingen en was betrokken bij regionale feesten en jubilea. Ook was hij was betrokken bij grote monumentale kunstwerken in het Cultuurhuis voor studenten in Cluj (1962).
Persoonlijke tentoonstellingen: Salon van de prefectuur in Cluj (1932), Casino - Baia Mare (1935), Club Unio - Satu Mare (1935), Zalău (1937), Cluj (1946), Baia Mare en Arad (1948), een overzichtstentoonstelling in het Museum voor de Kunst in Cluj (1968),
overzichtstentoonstellingen in Bacău, Roman, Piatra Neamț, Timișoara, Lugoj, Deva, Târgu Mureș, Cluj-Napoca, Baia Mare (1978-1979).